# سگ کارولینا
سگ کارولینا (به انگلیسی: Carolina Dog)، نام یکی از نژادهای سگ است که خاستگاه آن به ایالات متحده آمریکا بازمی‌گردد. این نژاد در حالت بالغ به‌طور میانگین ۳۰–۴۴ پوند (۱۴–۲۰ کیلوگرم) وزن دارد. سگ کارولینا در حالت بالغ ۱۷٫۷۵–۱۹٫۷۵ اینچ (۴۵٫۱–۵۰٫۲ سانتیمتر) ارتفاع دارد.

## نگارخانه

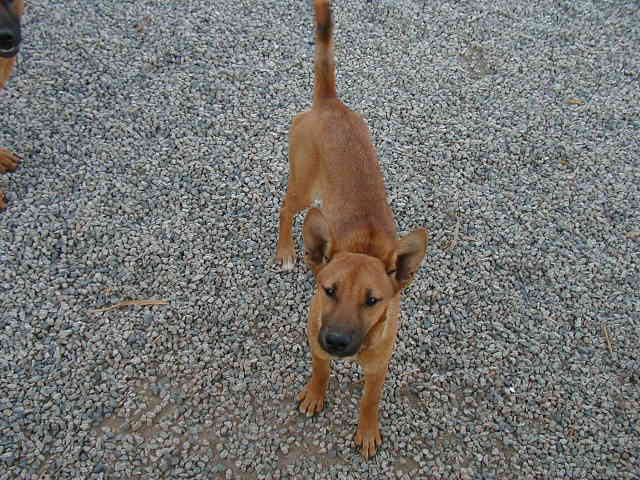